# Michel Villedo
Michel Villedo est un maçon de la Creuse, né en 1598 à Pionnat en Creuse et décédé à Paris le 9 décembre 1667.
Il commença sa carrière de maçon comme gâcheur de mortier sous le règne de Henri IV et termina conseiller et architecte des bâtiments du roi, maître général des bâtiments du roi, ponts et chaussées de France sous Louis XIV.
Il encourageait les jeunes Limousins montés à Paris en ces termes : « Courage enfans, j’ai été pauvre comme vous, devenez riches comme moi. ».

## Biographie
Michel Villedo est venu travailler à Paris avant 1610. Il existe une controverse à propos de l'origine sociale de Villedo. Certains comme Vigneul de Marville indiquent que « Michel Villedo avait commencé dans la capitale avec ses compagnons, petits limousins, fraîchement débarqués, comme aide maçon ». Cette version permet d'accentuer l'ascension sociale de Villedo. En revanche, Maurice Favone dans son histoire du Comté de la Marche indique à son sujet qu'il « est né à Pionnat, en 1580. Sa vie a été romancée par les historiens disant qu’il avait été à Paris comme maçon et qu’il devint architecte. C’est partiellement inexact. Il était de famille bourgeoise ».
Si l'origine sociale de Michel Villedo n'est pas clairement établie, ses compagnons et associés Jehan Taradon et Antoine Bergeron sont pour leur part issus de familles de laboureurs creusois relativement aisés, vivant du travail de la terre et appartenant aux notables locaux, ceux qui avaient les moyens d'instruire leurs enfants. Cette situation sociale a certainement permis à Villedo d'acquérir l'instruction nécessaire ce qui ne l'a pas empêché de commencer à travailler sur les chantiers parisiens comme aide maçon et de devenir entrepreneur.

### Famille
Il épouse Marguerite Hanicle à Paris en 1621, fille de Robert Hanicle maître maçon bourgeois de Paris demeurant rue du Vertbois et de Rosine Delaunay ; ils ont treize enfants, dont seulement sept atteignent l'âge adulte.
Veuf Michel Villedo se remarie à Paris par contrat du 7/1/1664 avec Geneviève Meulan, veuve de Charles Garnier, maître chirurgien en présence de François de Barnouin, écuyer, premier barbier et chirurgien de Sa Majesté, prévôt honoraire et à perpétuité du collège royal de chirurgie.
Les trois garçons font carrière dans les métiers du bâtiment et des travaux publics comme leur père :

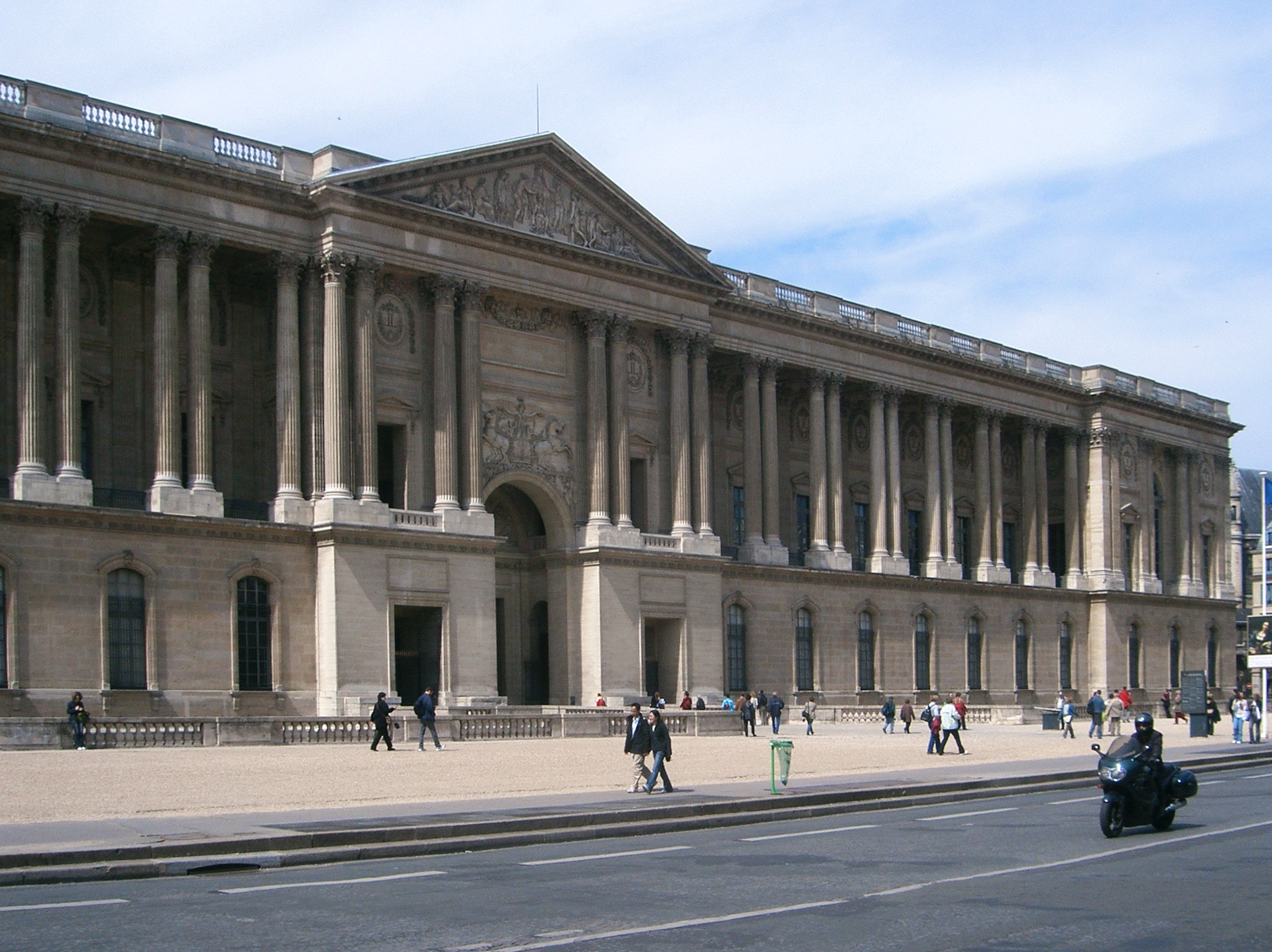
Colonnade du Louvre

- François Villedo reprend la charge de Maître général des œuvres de maçonnerie du Roi ; c'est lui qui en 1667 a l'honneur d'assister le Roi en lui donnant le marteau avec lequel celui-ci donna quelques coups lors de la pose de la première pierre de la colonnade du Louvre, dont l'architecte était Claude Perrault[2]. Il s'est marié à Louise Bruand (Louise Bricard en fait, erreur du dictionnaire de Jal), fille d'Antoine Bricard, conseiller du roi et général de ses bâtiments, et de Jeanne Lefébure. Libéral Bruand a été le parrain d'une fille de François Villedo[3] ;
- Guillaume Villedo deviendra aussi Maître général des œuvres de maçonnerie du Roi, ponts et chaussées de France. Il épouse Marie Hardouin, fille de Jean Hardouin, conseiller du roi, receveur des taillons en l'élection de Sarlat et de Marie Guyot ;
- Enfin Michel Villedo l'aîné devient architecte du Roi et épouse à Paris le 22/10/1645 Anne Mignon fille de René Mignon et de Gertrude Lahoust.

Les quatre filles se marient :
- Marguerite-Aimée ou Marguerite Anne de Villedot (1636-1737) épouse en premières noces Jean de Polastre et en secondes noces le 30 décembre 1662 Antoine-Hercule Picon (1624-1699), Seigneur et Vicomte d'Andrezel[4] trésorier de Son Eminence le Cardinal de Mazarin. Ce dernier est conseiller d'État en 1663, il travaillait en particulier pour Jean-Baptiste Colbert dont il avait la confiance[5]. Ils ont un fils; Jean-Baptiste Louis Picon, vicomte d'Andrezel né vers 1663 et mort en 1727 à Constantinople[6]. Marguerite Anne Villedo adopte sa filleule et nièce Antoinette Marguerite Danican Philidor religieuse de Saint-Cyr, fille du musicien de la Grande Ecurie du Roi Jacques Danican Philidor et de Marie Elisabeth Hanicle.

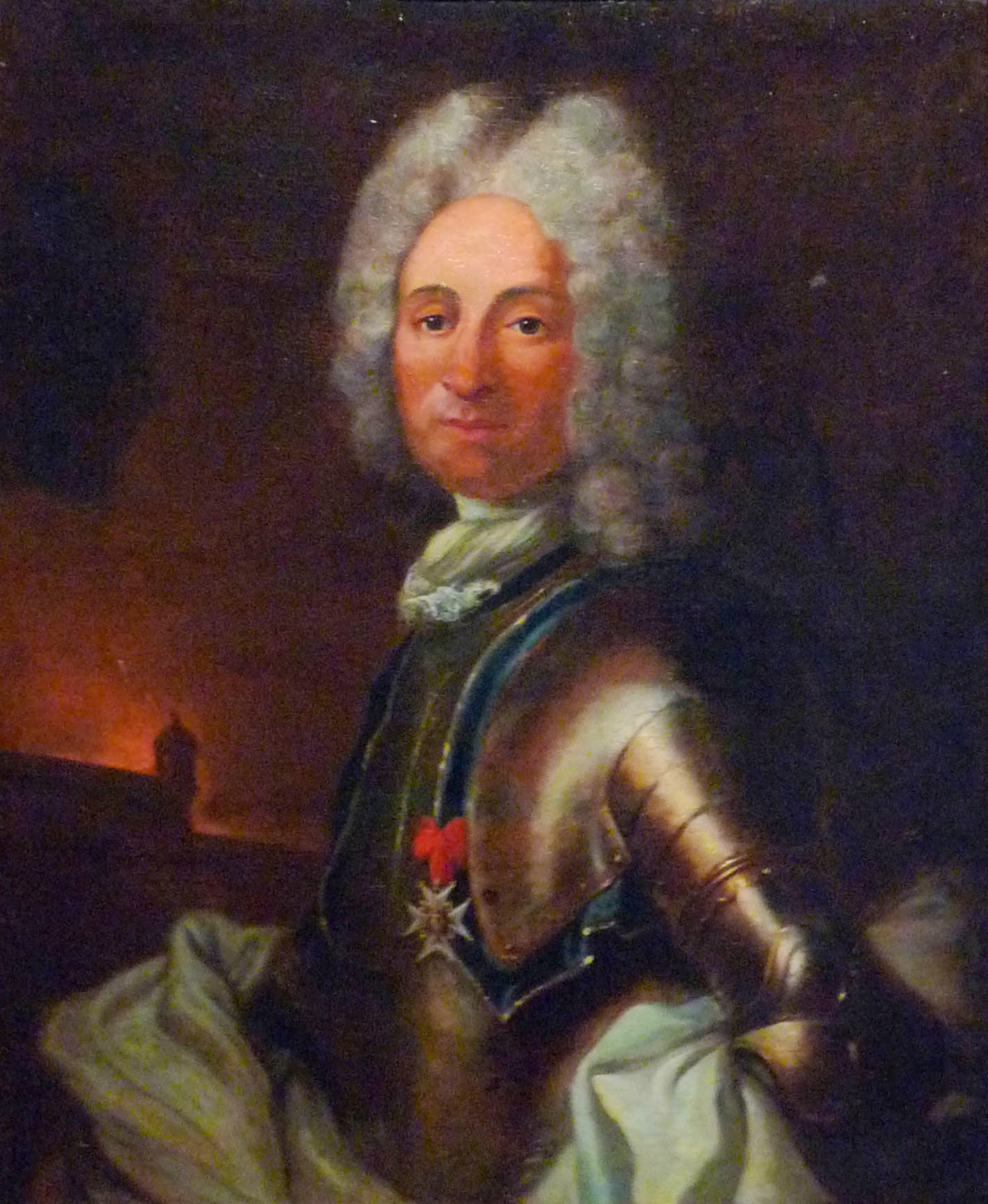
Jacques Tarade

- Madeleine Villedo épouse en premières noces le 31/1/1640 Etienne Papault maître général des oeuvres des pavés des bâtiments de Paris & Ponts et Chaussées de France fils de Thomas Papault maître général des oeuvres des pavés des bâtiments du Roi et ponts et chaussées de France et en secondes noces en 1662 Charles Rosteau Chirurgien secrétaire du duc de Tresmes à Paris.
- Catherine Villedo épouse le 20/1/1643 Michel Noblet (mort le 29/1/1677 à Paris) architecte des bâtiments du Roi, directeur des travaux de Paris en 1657 et intendant des fontaines de la Ville de Paris. Leurs fils François Noblet (1658), succède à son père jusqu'en 1683, Thomas Noblet est ingénieur du Roi, Antoine Victor Noblet, bourgeois de Paris, et leur fille, Catherine Noblet, s'est mariée à Libéral Bruand.
- La dernière fille Jeanne Villedo, épouse Michel de La Vigne docteur en médecine fils de Michel de La Vigne et frère d'Anne de La Vigne.

Michel Villedo a trois sœurs. Sa sœur Marguerite épouse Jehan Taradon, compagnon creusois de Michel Villedo, le 7 février 1630 à Jarnages dans la Creuse. Ainsi Villedo sera l'oncle de Jacques Tarade (1646 - 1720), collaborateur de Vauban, directeur pour le roi des fortifications des places d'Alsace de 1690 à 1720. Sa sœur Marguerite, sera veuve vers 1641 et épousera alors Antoine Bergeron en 1644.

### Demeures de Michel Villedo
Michel Villedo résida dans le quartier du Marais au 3, rue du Pont-aux-Choux. L'immeuble de style Louis XIII est conservé, il comporte une façade de trois travées avec trois étages. Les lucarnes maçonnées sur cour sont bien conservées. Un escalier limon sur limon en bois, avec des balustres tournés, permet d'accéder aux étages. Il a vécu et est décédé dans la rue Villedo.

### Orthographe du nom Villedo
Il existe d'autres orthographes du nom de Villedo :
- Villedot que l'on retrouve par exemple dans la dénomination d'une rue de Guéret mais aussi pour nommer Marguerite de Villedot, fille de Michel Villedo et épouse du seigneur et vicomte d'Andrezel[9],
- Vildo voire Villo et Pillo.

## Carrière
Il est maître maçon en 1629, juré en 1633. Puis en 1635, il devient maître maçon des bâtiments du roi et des œuvres de maçonnerie. En 1641 il devient maître général des œuvres de maçonneries des bâtiments du roi et des ponts et chantiers de France. Enfin en 1646, il est nommé conseiller et architectes des bâtiments du roi.

## Réalisations
(mars 2025).

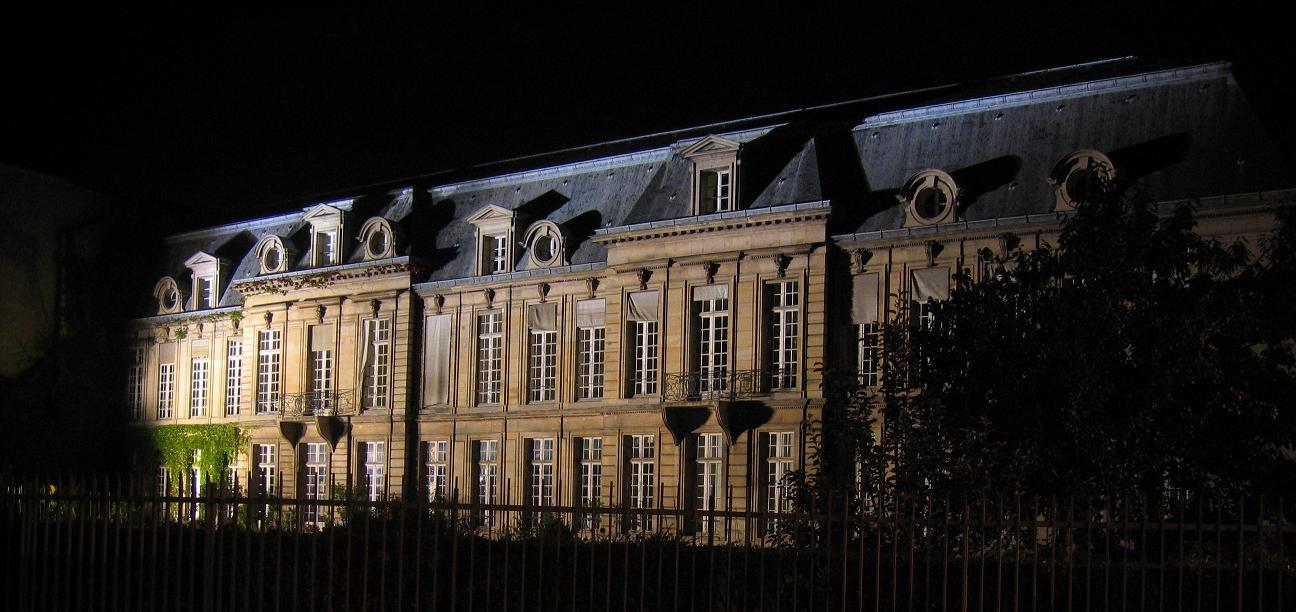
L'hôtel d'Aumont

Sa première construction connue comme entrepreneur est le château de Baville entre 1625 et 1629 pour Chrétien de Lamoignon (22 août 1567-18 janvier 1636), conseiller au Parlement de Paris et qui termina sa carrière comme président à mortier. Le château se situe dans la commune actuelle de Saint-Chéron dans l'Essonne. En 1629, Michel Villedo sera nommé maître maçon.

### Quartier du Marais
Par la suite, il intervint dans le quartier du Marais. Il y réalisa en particulier deux églises.
- En 1632-1634, sous la direction de l'architecte François Mansart il construit, à l'actuel no 17, rue Saint-Antoine, l’église de la Visitation-Sainte-Marie (actuel temple protestant du Marais). Son dôme sera considéré comme une première esquisse de celui des Invalides. Le bâtiment se présente comme une rotonde encadrée de deux chapelles en forme d'ellipse. Deux sacristies encadrent le chœur en trapèze. L’église sera fermée en 1793 et transformée en dépôt de livres, elle sera affectée au culte protestant en 1802. En 1643, rue du Temple, il continue pour la terminer vers 1646 la construction de l’église Sainte-Élisabeth, commencée en 1628 par le maître-maçon Louis Noblet et arrêtée en 1631. L’église sera consacrée par Jean-François Paul de Gondi, futur cardinal de Retz, alors coadjuteur de l’archevêque de Paris.
- En 1637, il réalise en tant qu'architecte l'Hôtel de Montrésor, dénommé par la suite Hôtel de Gourgues puis Hôtel de Mérault, situé actuellement au 52-54 rue de Turenne. L'hôtel de Montrésor est un hôtel double construits par Michel Villedo et  Claude Dublet charpentier juré des œuvres de charpenterie de Paris, pour Claude de Bourdeille, comte de Montrésor[12].

### Collaboration avec Louis Le Vau
Louis Le Vau est issu d'un humble milieu social, son grand-père maternel était maréchal-ferrant à Montagny-en-Vexin et son père était tailleur de pierre à Paris jusqu'en 1634 où il devint entrepreneur. C'est auprès de grands entrepreneurs comme Michel Villedo, sur les chantiers, et à la lecture des traités techniques et d'architecture (Manière de bastir pour toutes sortes de personnes de Pierre Le Muet) que Le Vau trouva la formation que sa famille ne pouvait pas lui offrir. Ainsi Michel Villedo eut un rôle important dans les premiers chantiers d'envergure de l'architecte Louis Le Vau.
- En 1634, il réalise avec Louis Le Vau l'hôtel de Guillaume Bautru. Ce bâtiment deviendra plus tard l'hôtel Colbert et abrite actuellement l'Institut national du patrimoine et l’Institut national d'histoire de l'art.
- En 1635, il construit des bâtiments du collège de Clermont (aujourd’hui le Lycée Louis-Le Grand) avec Louis Noblet.
- En 1638, il réalise avec Le Vau l'hôtel de François Petit, rue de Turenne.

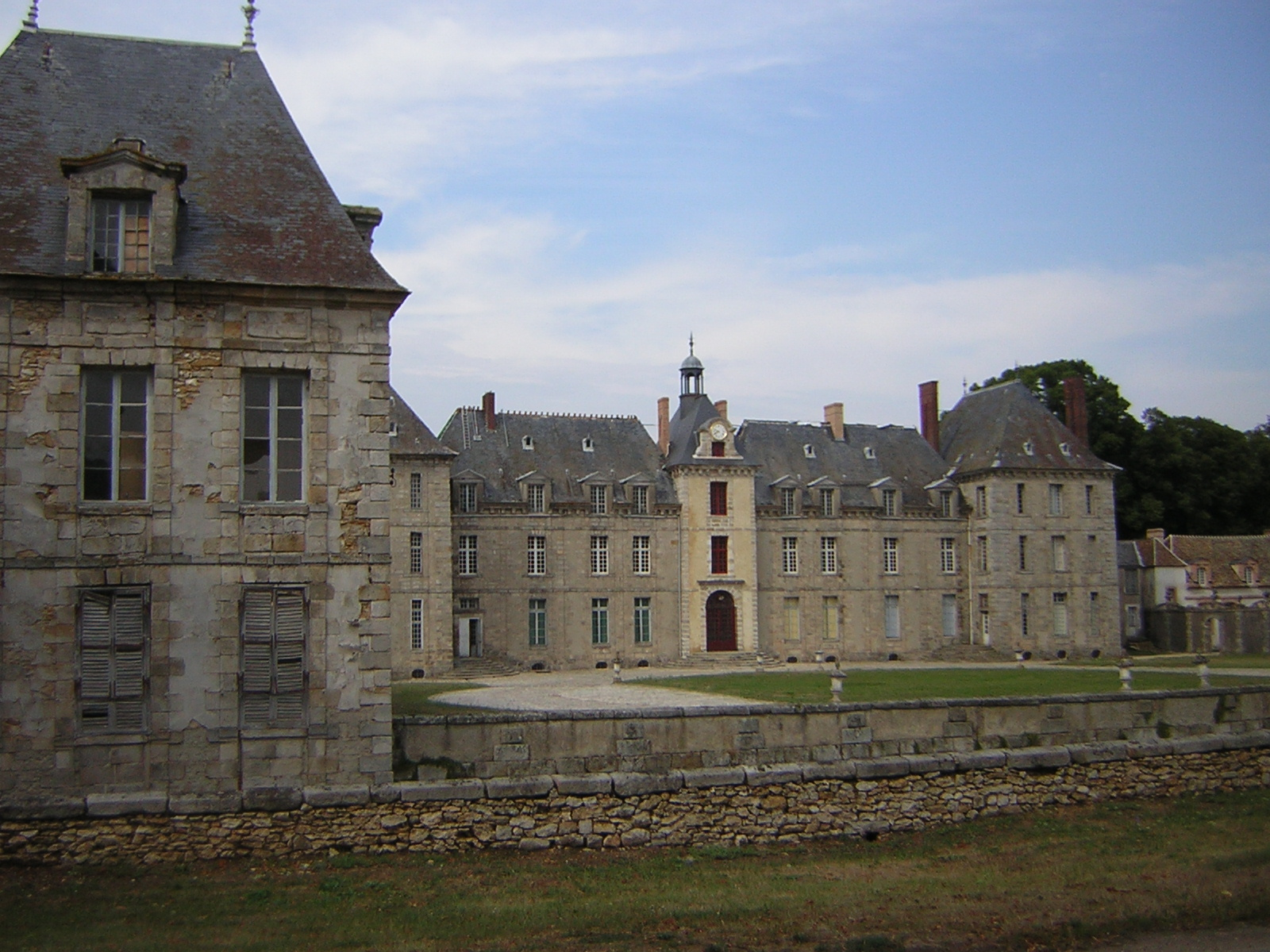
Le château de Mesnil-Voisin

En 1657 et 1658, il est le Maître-maçon des architectes Daniel Gittard et Louis Le Vau pour réaliser le château de Vaux-le-Vicomte construit pour le surintendant des finances de Louis XIV, Nicolas Fouquet. Participent aussi à cette œuvre le peintre Charles Le Brun et le paysagiste André Le Nôtre. Par contre, il ne les suivra pas au château de Versailles.
Dans le quartier du Palais-Royal en 1661, le ministre des affaires étrangères de Louis XIV, Hugues de Lionne engagea la construction d’un hôtel rue Neuve des Petits-Champs, entre les rues Gaillon  et Sainte-Anne. Michel Villedo le réalisa selon les plans de Louis Le Vau. L’hôtel a été détruit en 1827 lors de la réalisation du passage Choiseul et de l’élargissement de la rue de Ventadour.

### Collaboration avec François Mansart
À partir de 1632, il construit le bâtiment du couvent de la Visitation Saint-Jacques du Faubourg Saint-Jacques à Paris.
En 1639, il intervient pour les travaux de maçonnerie du château de Mesnil-Voisin à Bouray-sur-Juine dans l'Essonne. Son propriétaire est Claude Cornuel, conseiller et intendant des finances du roi et président de la chambre des comptes. Le contrat prévoit : charpentes, escaliers, parquets, cheminées, menuiseries et planchers. Le marché initial se monte à 40 000 Livres tournois. Michel Villedo entreprend aussi la construction de la basse-cour, des fossés, des balustrades, des canaux et le gros œuvre du parc. François Mansart serait l'architecte du château.

### Villedo le promoteur
En 1637, ouverture de la rue Villehardouin. Celle-ci est bordée de 12 maisons uniformes construites par Claude Dublet, maître charpentier, et Villedo.
Puis entre 1639 et 1641, Villedo s'engage dans des travaux de promotion à l'échelle d'un quartier. Le nouveau Quartier du Palais-Royal remporte un grand succès auprès de l’entourage politique de Louis XIV qui s’y installe. La partie sud de la rue Sainte-Anne, située de part et d’autre de l'ancienne "butte des Moulins", devint un objet de spéculation après l’aplanissement des lieux à l’initiative de Villedo. Celui-ci achète des terrains situés aux n°39 à 51 rue de Richelieu. Il nivelle ces terrains en supprimant la réputée butte des Moulins, constituée par l'amoncellement des gravois, sous François Ier, lors des travaux de fortification de l'enceinte de Charles V. Puis il trace de nouvelles rues dont celle qui porte son nom la rue Villedo qui existe toujours. Il y construit des immeubles, c'est dans un de ceux-ci qu'il mourra le 9 décembre 1667.
Peu de temps avant sa mort, en 1647, Louis Noblet lui cède la totalité de ses affaires en cours.

### Autres réalisations
Il intervient aussi pour l’Hôtel d'Aumont, un hôtel particulier situé rue de Jouy, au sud du quartier du Marais et édifié à la demande du financier Michel Antoine Scarron. Villedo achèvera l’Hôtel d’Aumont en 1650.
Michel Villedo est aussi connu pour son projet de canal semi-circulaire entre le bastion de l'Arsenal et la porte de la Conférence aux Tuileries, élaboré en 1636-1637 qui devait atténuer les inondations de Paris dues à la Seine. Il travaillait à la demande du Père Joseph, éminence grise du cardinal de Richelieu. Le projet n'aboutit pas pour des raisons financières mais aussi à cause de luttes d'influences dans l'entourage de Richelieu et du Roi et ce malgré les contrats signés avec Claude de Bullion le surintendant des finances. C'est après cet échec que Michel Villedo reçoit le titre de « Général des œuvres de maçonnerie », sorte de dédommagement.

## Postérité

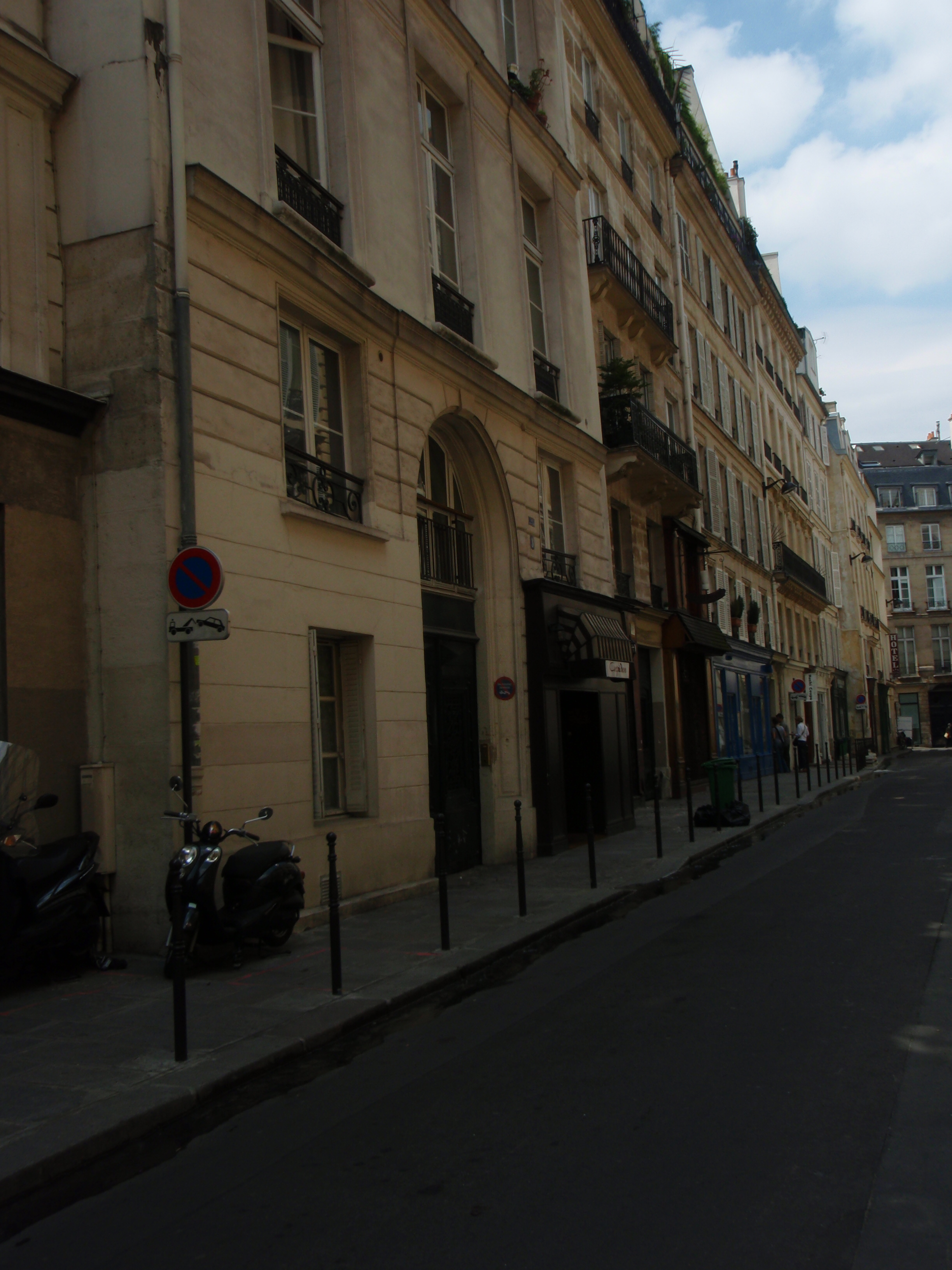
La rue Villedo à Paris

- À Paris, il existe une rue Villedo[20], tracée en 1639 par Michel Villedo et située dans le premier arrondissement entre la rue Richelieu et la rue Sainte-Anne[21].
- Une rue de Guéret dans le quartier de Braconne, est dénommée Michel-Villedot (avec un "t" autre orthographe du nom).
- Il existe aussi une rue Michel-Villedo à Pionnat, ville de naissance du maçon.